# Bruce M. Mitchell
Pour les articles homonymes, voir Mitchell.
Cet article possède un paronyme, voir Bruce Mitchell.
Bruce M. Mitchell (16 novembre 1883 – 26 septembre 1952) est un réalisateur et écrivain américain, actif pendant la période du cinéma muet de 1914 à 1934,. Avec l'avènement du cinéma parlant dans les années 1930, Mitchell abandonne la réalisation et devient acteur, apparaissant principalement dans des petits rôles.

## Filmographie
Bruce M. Mitchell réalise de nombreux courts métrages muets entre 1915 et 1934. Suit la liste de ses films.
- 1915 : A Devilish Dream
- 1915 : A Disappointed Suitor
- 1915 : A Family Mixup
- 1915 : Billy's Stratagem
- 1915 : Captivating Mary Carstairs
- 1915 : Cousin Fluffy
- 1915 : Dirty Dan's Demise
- 1915 : Frank's Nightmare
- 1915 : Have You Seen My Girl ?
- 1915 : Rena's Pet Pirate
- 1915 : Sherlock Boob, Detective
- 1915 : Steve's Steadfast Steed
- 1915 : Taming Father
- 1915 : The Boob's Elopement
- 1915 : The Boob's Racing Career
- 1915 : The Sorority Sister
- 1915 : The Tale of the Night Before
- 1915 : Too Much Elixir of Life
- 1915 : Won by a Mustache
- 1922 : Easy Pickin'
- 1922 : Pure But Simple
- 1922 : The Stranger of the Hills
- 1922 : West Is Worst
- 1924 : Another Man's Wife
- 1924 : Dynamite Dan
- 1924 : Love's Whirlpool
- 1924 : The Air Hawk
- 1924 : The Hellion
- 1925 : Flyin' Thru
- 1925 : Savages of the Sea
- 1925 : Speed Madness
- 1925 : The Cloud Rider
- 1925 : Tricks
- 1925 : Wolfblood
- 1926 : Cupid's Knockout
- 1926 : The Hollywood Reporter
- 1926 : Three Pals
- 1927 : Blind Man's Bluff
- 1927 : Danger Ahead
- 1927 : Ridin' Wild
- 1927 : Sky-High Saunders
- 1927 : The Battling Buckaroo
- 1927 : The Dangerous Double
- 1927 : The Scrappin' Fool
- 1927 : Three Miles Up
- 1928 : Boss of the Rancho
- 1928 : Framed
- 1928 : Hidden Money
- 1928 : The Air Patrol
- 1928 : The Brand of Courage
- 1928 : The Cloud Dodger
- 1928 : The Getaway Kid
- 1928 : The Gold Claim
- 1928 : The Last Lap
- 1928 : The Looters
- 1928 : The Payroll Roundup
- 1928 : The Phantom Flyer
- 1928 : The Speed Classic
- 1928 : The Valiant Rider
- 1928 : Won in the Clouds
- 1929 : Below the Border
- 1929 : Beyond the Smoke
- 1929 : The Danger Line
- 1929 : The Sky Skidder (en)
- 1930 : The Lonesome Trail (en)
- 1931 : Sheer Luck (en)
- 1931 : Trapped (en)
- 1932 : 45 Calibre Echo (en)
- 1934 : The Rawhide Terror (en)